# Astra (Lkw)
Astra Veicoli Industriali S.p.A.  ist ein italienischer Hersteller von schweren Lastkraftwagen. Das Unternehmen mit Sitz in Piacenza gehört seit 1986 zum Iveco-Konzern.

## Geschichte
Nach Ende des Zweiten Weltkrieges ließen die amerikanischen Streitkräfte große Mengen militärischen Materials auf der Insel Sardinien zurück. Der Mechaniker Mario Bertuzzi kaufte aus diesen Armeebeständen ausgemusterte Lastkraftwagen vor allem des Typs GMC-CCKW und baute sie zu zivilen Transportfahrzeugen um. Zu diesem Zweck gründete er 1946 in Cagliari das Unternehmen Astra. Der Name bedeutet auf Lateinisch „Sterne“, als Abkürzung stand er für Anonima Sarda Trasporti oder „Sardische Transport-Aktiengesellschaft“.
1951 verlegte Bertuzzi das Unternehmen auf das Festland und baute in Piacenza auf einem 15.000 m² großen Gelände eine Anlage zur Instandsetzung von Sherman und M47-Panzern der italienischen und amerikanischen Streitkräfte.
Unter Verwendung von Getrieben, Achsen und weiteren Bauteilen militärischer Fahrzeuge wurde 1955 der erste eigene Muldenkipper hergestellt. Mit Hinweis auf den Namenskürzel des Firmengründers wurde dieses Modell Astra BM1 genannt.  Die folgenden zehn Jahre profitierte das Unternehmen vom hohen Bedarf an einfachen Transportfahrzeugen für den Wiederaufbau des Landes. Bis 1965 wurde die Baureihe bis zum BM35 erweitert. Im selben Jahr zog der Betrieb in ein 140.000 m2 großes Areal am gleichen Ort um.
In den 80er Jahren geriet das Unternehmen, nicht zuletzt wegen mangelnder Berücksichtigung gestiegener Kundenansprüche, mehr und mehr in eine schwierige wirtschaftliche Lage. 1986 wurde das praktisch bankrotte Unternehmen vom Iveco-Konzern übernommen. Schon zuvor hatte Astra zunehmend Motoren und andere Komponenten des Konzerns verbaut. Drei Jahre später wurden vollkommen neu entwickelte Lastkraftwagen vorgestellt. Diese modernen Fahrzeuge, deren Fahrerhaus aus Fiberglas hergestellt wurde, erhielten die Bezeichnung BM6000 sowie BM6500.
1994 wurde das Kürzel BM durch das noch heute verwendete HD (für: Heavy Duty) ersetzt. Zwei Jahre später, 50 Jahre nach Gründung des Unternehmens und nachdem weltweit rund 25.000 Fahrzeuge verkauft waren, wurde die neue Serie HD7 vorgestellt. Dabei wurden erstmals Motoren bis 520 PS angeboten. 1999 bot Astra auch schwere Muldenkipper mit Automatik-Getrieben an; nach eigener Darstellung waren dies weltweit die ersten, schweren Muldenkipper mit dieser Getriebeart. Seit 2000 werden Astra-Fahrzeuge mit dem seinerzeit neuen Iveco-Cursor-Motor ausgerüstet. Im selben Jahr wurden mit dem ADT (Articulated Dump Truck) Muldenkipper mit Knicklenkung vorgestellt.
Der kleine Lastkraftwagenhersteller SIVI, der bereits seit 1982 Komponenten des Iveco Stralis und des Iveco Trakker für den Umbau zu Schwertransportern verwendet hatte, wurde 2003 von Astra übernommen und in die Produktion am Standort Piacenza integriert. 2005 erfolgte die Ablösung der Serie HD7 durch den neuen HD8. Eine besonders schwere Ausführung, der HHD8 (Heavy Heavy Duty), wurde 2008 auf der bauma in München vorgestellt.
Beim Bau der Kraftwerksanlagen Nant de Drance und Linthal 2015 in den Schweizer Alpen wurden seit 2011 Muldenkipper des Typs HD8 eingesetzt, da diese für die extremen Gefälle in den Zugangsstollen auch unter Volllast besonders geeignet erscheinen. Dazu war es notwendig, die Fahrzeuge per Seilbahn auf 2000 m Höhe zu bringen.
2011 erfolgte die Ablösung des HD8 durch den noch heute gebauten HD9. Dabei wurde das bisherige Fiberglas-Fahrerhaus zugunsten eines aus Stahl aufgegeben. 2014 wurde auf der IAA Nutzfahrzeuge der HD9 mit einem Euro6-tauglichen Iveco-Motor vorgestellt.
Astra fertigt am Standort Piacenza pro Jahr rund 2000  Fahrzeuge. 70 % der Produktion gehen in den Export.

## Unternehmensstruktur
Astra Veicoli Industriali ist eine Aktiengesellschaft (società per azioni) mit einem eingetragenen Grundkapital in Höhe von 10.400.000 Euro. Alleiniger Kapitaleigner ist der Nutzfahrzeughersteller Iveco.

## Produkte
Die Produktion des Unternehmens konzentriert sich auf Muldenkipper und  Fahrgestelle für den Einsatz auf öffentlichen Straßen, schwere Muldenkipper für den Einsatz im Bergbau und Militärfahrzeuge.

### HD9(Heavy Duty)

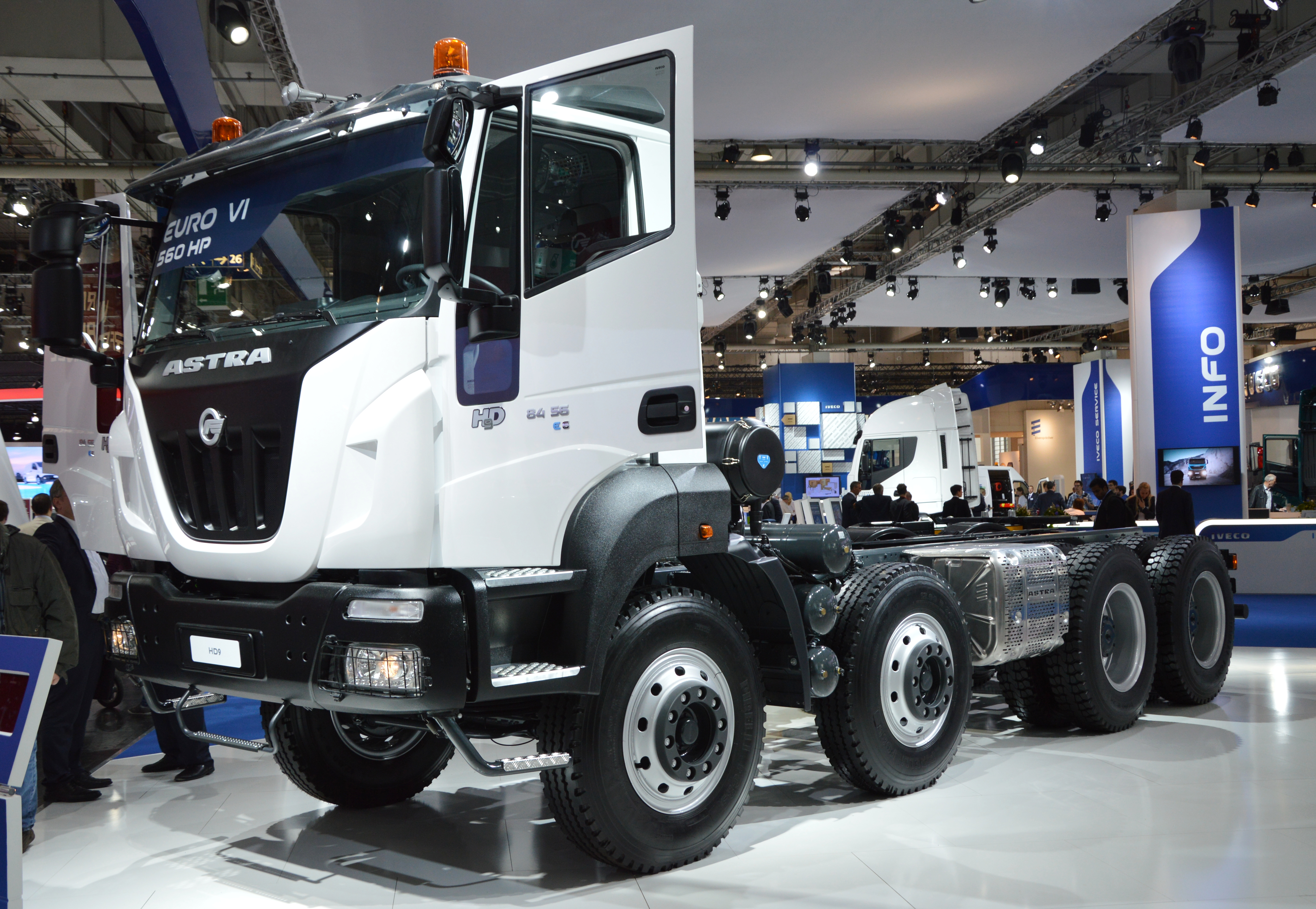
Astra HD 9 auf der IAA-Nutzfahrzeuge 2014

Seit 2011 wird der Astra HD 9 unter Verwendung eines modifizierten Fahrerhauses des Iveco Trakker als zwei-, drei- oder vierachsiges Fahrzeug angeboten. Dabei werden acht Iveco-Cursor-Motoren (Euro 3 oder Euro 6) zwischen 279 kW (380 PS) bis 412 kW (560 PS) angeboten. Durch die Vielzahl der Motoren, Gewichte und Radformeln stehen nach Angaben des Herstellers mehr als 100 Basismodelle zur Verfügung. Neben Muldenkippern werden Fahrgestelle produziert. Diese werden wegen des steifen Leiterrahmens und des niedrigen Schwerpunktes insbesondere für Fahrzeuge mit hohen Aufbauten, wie etwa Betonmischer,  verwendet.
In Australien wird dieses Modell als Iveco Astra vermarktet.

### ADT(Articulated Dump Truck)

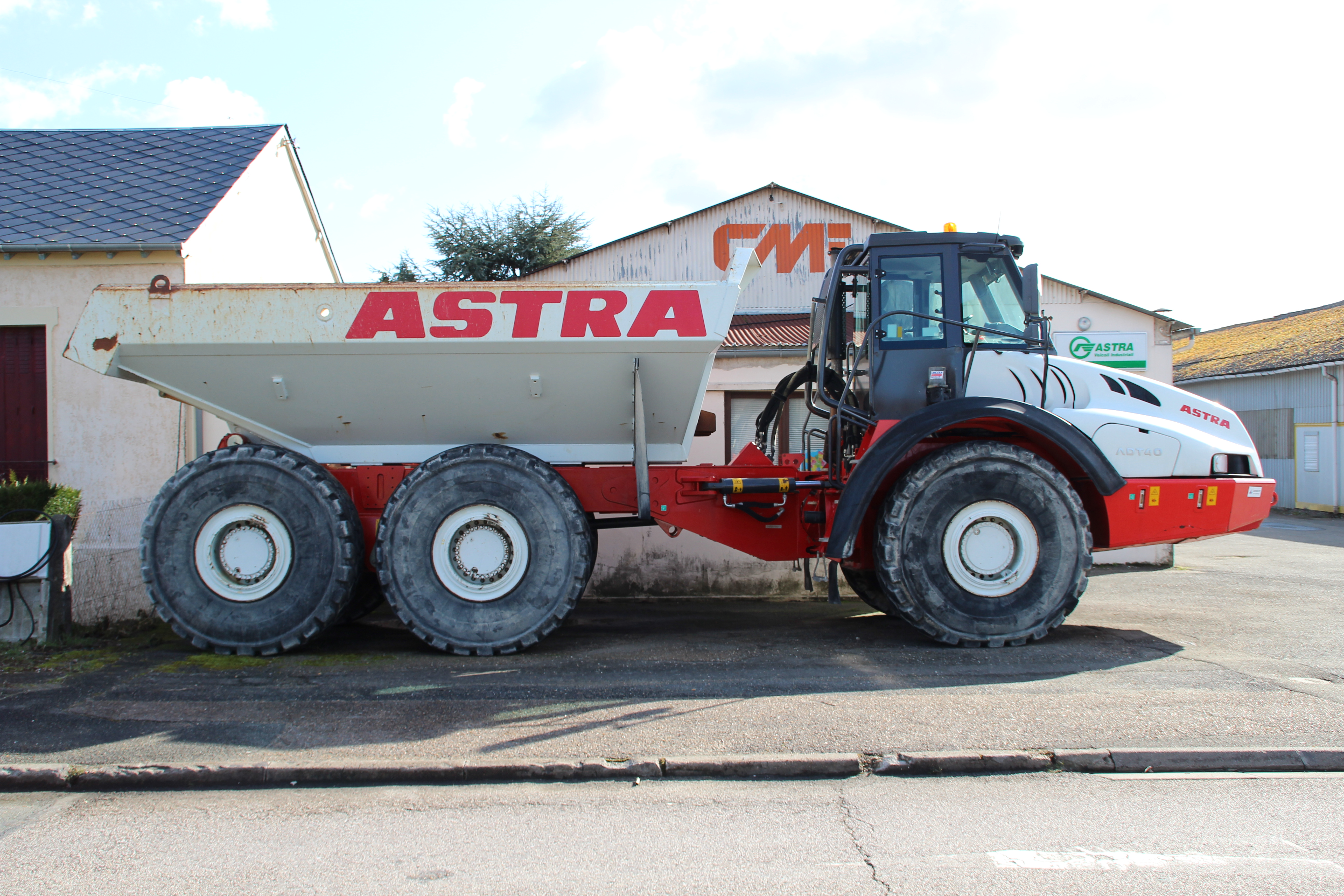
Muldenkipper Astra ADT40 mit Knicklenkung

Unter der Bezeichnung ADT25, ADT30, ADT35 und ADT40 werden dreiachsige, knickgelenkte Muldenkipper für den Einsatz in Steinbrüchen, Deponien und Industrieanlagen angeboten. Die Zahlen geben dabei die zulässige Nutzlast an. Auch hierbei werden konzerneigene Iveco Cursor-Motoren (318 bis 456 PS) sowie ZF-Getriebe verwendet.

### RD(Rigid Dump Truck)
Unter der Bezeichnung RD28, RD32, RD40 and RD50 werden Starrrahmen-Muldenkipper für den schweren Baustelleneinsatz und die Verwendung im Bergbau gefertigt. Auch hier weisen die Zahlen auf die zulässige Nutzlast hin, die jedoch im Bergwerksbetrieb häufig überschritten wird. Während die leichteren Modelle über Iveco Cursor-Motoren verfügen, macht die besondere Belastung des RD50 den Einbau von V8-Motoren der Deutz AG sowie von als besonders robust geltenden Kessler-Achsen erforderlich. Darüber hinaus werden automatische Allison-Transmission-Getriebe verwendet.

### HHD8(Heavy Heavy Duty)
Für den außereuropäischen Markt wird ein Umbau des bisherigen Astra HD8 als besonders belastbarer Lastkraftwagen Astra HHD8 6 × 6 angeboten. Verstärkte Achsen, Reifen und Kühlsysteme erlauben ein Gesamtgewicht des Lastkraftwagens von 50 t (Vorderachse: 10 t, Hinterachsen: 40 t) und bei Zugmaschinen ein Gesamtzuggewicht (GCW) bis 250 t.

### Heavy Haulage vehicles
Unter der Bezeichnung Heavy Haulage vehicles werden kundenspezifische Iveco-Zugmaschinen  für den Schwertransport gefertigt. Als Basisfahrzeuge dienen der Iveco Stralis (bis 130 Tonnen Gesamtzuggewicht) sowie der Iveco Trakker (bis zu 300 Tonnen Gesamtzuggewicht). Dabei werden serienmäßige Komponenten der Basisfahrzeuge durch belastbarere Bauteile ersetzt: So wird ein Getriebe mit Wandlerschaltkupplung verwendet.

### Militärfahrzeuge

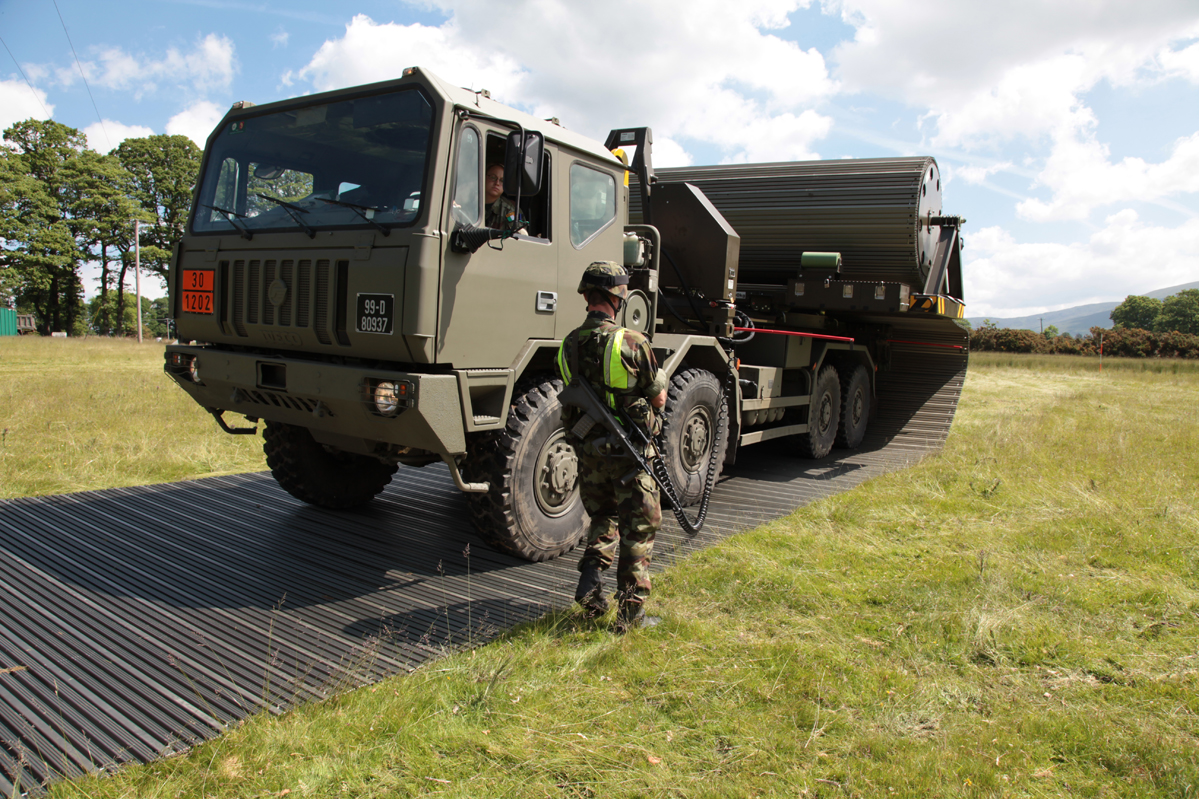
Straßenverlegegerät der irischen Streitkräfte auf einem Astra-Fahrgestell

Das Unternehmen fertigt Militärfahrzeuge unter der Bezeichnung Astra SM. Dabei handelt es sich um vereinfachte Ausführungen auf Basis des bisherigen HD8. Astra Militärfahrzeuge werden von der Abteilung Iveco Defence Vehicles des Iveco-Konzerns vermarktet.